# Copa Libertadores Femenina 2022
La Copa Libertadores Femenina 2022 (en portugués: Copa Libertadores da América de Futebol Feminino de 2022), denominada oficialmente Copa Conmebol Libertadores Femenina 2022, fue la decimocuarta edición del mayor campeonato de clubes de fútbol femenino en Sudamérica organizado por la Conmebol.
El campeón fue Palmeiras de Brasil al vencer a Boca Juniors de Argentina por 4-1, siendo este último el primer equipo argentino en llegar a la final de este torneo.

## Formato
Para la fase de grupos, los 16 equipos se dividen en cuatro grupos. Los equipos de cada grupo juegan entre sí, en el formato todos contra todos en una sola vuelta. Los dos mejores equipos de cada grupo avanzan a los cuartos de final. A partir de los cuartos de final, los equipos juegan partidos de eliminación directa.

## Cupos por país
Los siguientes 16 equipos de las 10 federaciones afiliadas a la Conmebol calificarán para el torneo:
- Los campeones de las 10 asociaciones que conforman la Conmebol,
- El campeón de la edición anterior,
- Un equipo adicional del país anfitrión;
- Un representante adicional de las cuatro primeras federaciones en el ranking histórico, hasta la edición 2021: Brasil, Chile, Colombia y Paraguay.[1]

## Sedes
La copa se desarrolló en tres estadios de Quito, capital de Ecuador, el estadio Gonzalo Pozo Ripalda de propiedad de Sociedad Deportiva Aucas, el estadio Banco Guayaquil de Independiente del Valle y el estadio Rodrigo Paz Delgado de Liga Deportiva Universitaria, este último como sede de la fase final.
| Ecuador                      |                                    |                             |
| Quito                        |                                    |                             |
| Estadio Gonzalo Pozo Ripalda | Estadio Banco Guayaquil            | Estadio Rodrigo Paz Delgado |
| Capacidad: 18 799            | Capacidad: 12 000                  | Capacidad: 41 575           |
| Estadio Gonzalo Pozo Ripalda | Estadio de Independiente del Valle | Estadio Rodrigo Paz Delgado |

## Equipos participantes
En cursiva los equipos debutantes en el torneo.
| País                                 | Equipo                                | Vía de clasificación |
| ------------------------------------ | ------------------------------------- | --- |
| Argentina 1 cupo                     | Boca Juniors                          | Campeón del Torneo Femenino Clausura 2021                                                                                         |
| Bolivia 1 cupo                       | Always Ready                          | Campeón del Campeonato Boliviano 2022                                                                                             |
| Brasil 2 cupos + campeón vigente     | Corinthians Palmeiras Ferroviária     | Campeón de la Copa Libertadores Femenina 2021 Subcampeón del Campeonato Brasileño 2021 Tercer lugar del Campeonato Brasileño 2021 |
| Chile 2 cupos                        | Universidad de Chile Santiago Morning | Campeón del Campeonato Nacional de Chile 2021 Ganador del Play-offs para la Copa Conmebol Libertadores 2022                       |
| Colombia 2 cupos                     | América de Cali Deportivo Cali        | Campeón de la Liga Profesional de Colombia 2022 Subcampeón de la Liga Profesional de Colombia 2022                                |
| Ecuador 1 cupo + cupo país anfitrión | Ñañas Independiente del Valle         | Campeón de la Súperliga Femenina de Ecuador 2022 Subcampeón de la Súperliga Femenina de Ecuador 2022                              |
| Paraguay 2 cupos                     | Olimpia Libertad-Limpeño              | Campeón del Campeonato Paraguayo 2022 Subcampeón del Campeonato Paraguayo 2022                                                    |
| Perú 1 cupo                          | Alianza Lima                          | Campeón de la Liga Femenina FPF 2022                                                                                              |
| Uruguay 1 cupo                       | Defensor Sporting                     | Campeón del Campeonato Uruguayo 2021                                                                                              |
| Venezuela 1 cupo                     | Deportivo Lara                        | Campeón de la Primera División Femenina de Venezuela 2022                                                                         |

### Lista de árbitras
- María Laura Fortunato
- Adriana Farfán

- Edina Alves
- María Belén Carvajal

- Jenny Arias
- Marcelly Zambrano
- Maria Marotta

- Helena Cantero
- Milagros Arruela

- Nadia Fuques
- Emikar Calderas

## Sorteo
El sorteo se llevó a cabo el 20 de septiembre y fue transmitido por las redes sociales de Conmebol. Los equipos se dividieron en cuatro bombos con cuatro equipos cada uno, y los equipos de un mismo país no pueden caer en el mismo grupo. El actual campeón de la competición y el equipo representativo 1 del país anfitrión se colocaron automáticamente en el primer bombo, en las posiciones A1 y B1, respectivamente. Los campeones brasileños y colombianos completan el bombo. Los otros equipos se ubican de acuerdo con la posición de su federación en el torneo anterior, y los lugares adicionales de Brasil, Chile, Colombia y Paraguay se asignan al bombo 4. El fixture de la fase de grupos se dio a conocer el 21 de septiembre. Nómina de Árbitras convocadas.
| Bombo 1                                             | Bombo 2                                                             | Bombo 3                                                                  | Bombo 4                                                              |
| --------------------------------------------------- | ------------------------------------------------------------------- | ------------------------------------------------------------------------ | -------------------------------------------------------------------- |
| - Corinthians - Ñañas - Palmeiras - América de Cali | - Defensor Sporting - Alianza Lima - Olimpia - Universidad de Chile | - Independiente del Valle - Boca Juniors - Deportivo Lara - Always Ready | - Ferroviária - Santiago Morning - Deportivo Cali - Libertad-Limpeño |

## Fase de grupos
- Los horarios corresponden al huso horario continental de Ecuador: (UTC-5).

### Grupo A
| Equipo         | Pts. | PJ | PG | PE | PP | GF | GC | Dif. |
| -------------- | ---- | -- | -- | -- | -- | -- | -- | ---- |
| Deportivo Cali | 9    | 3  | 3  | 0  | 0  | 14 | 3  | 11   |
| Corinthians    | 6    | 3  | 2  | 0  | 1  | 10 | 2  | 8    |
| Olimpia        | 3    | 3  | 1  | 0  | 2  | 3  | 6  | –3   |
| Always Ready   | 0    | 3  | 0  | 0  | 3  | 1  | 17 | –16  |

| 13 de octubre de 2022 | Olimpia                              | 2:0 (2:0) | Always Ready | Estadio Gonzalo Pozo Ripalda, Quito |                           |
| 15:00                 | Clenilda 25' (a.g.) · Castellano 44' | Reporte   |              | Árbitra: Milagros Arruela           | Árbitra: Milagros Arruela |

| 13 de octubre de 2022 | Corinthians  | 1:2 (1:2) | Deportivo Cali           | Estadio Gonzalo Pozo Ripalda, Quito |                          |
| 17:15                 | Victória 24' | Reporte   | Guerra 42' · Ariza 45+1' | Árbitra: Emikar Calderas            | Árbitra: Emikar Calderas |

| 16 de octubre de 2022 | Olimpia          | 1:2 (1:0) | Deportivo Cali                 | Estadio Gonzalo Pozo Ripalda, Quito |                               |
| 15:00                 | Garay 27' (pen.) | Reporte   | Barbosa 51' (a.g.) · Ariza 82' | Árbitra: María Belén Carvajal       | Árbitra: María Belén Carvajal |

| 16 de octubre de 2022 | Always Ready | 0:5 (0:4) | Corinthians                                                              | Estadio Gonzalo Pozo Ripalda, Quito |                            |
| 17:15                 |              | Reporte   | Gabi Portilho 13', 19' · Adriana 27' · Victória 31' (pen.) · Juliete 57' | Árbitra: Marcelly Zambrano          | Árbitra: Marcelly Zambrano |

| 19 de octubre de 2022 | Corinthians                                                      | 4:0 (1:0) | Olimpia | Estadio Gonzalo Pozo Ripalda, Quito |                                |
| 17:15                 | Vázquez 25' (a.g.) · Gabi Portilho 73' · Bianca 89' · Gabi 90+1' | Reporte   |         | Árbitra: María Laura Fortunato      | Árbitra: María Laura Fortunato |

| 19 de octubre de 2022 | Deportivo Cali                                                                                       | 10:1 (6:1) | Always Ready | Estadio Rodrigo Paz Delgado, Quito |                        |
| 17:15                 | Ariza 2' · Caicedo 4', 29' · Arias 22' · Acosta 24', 51', 54' · González 32' · Guerra 80' · Pavi 82' | Reporte    | Clenilda 36' | Árbitra: Maria Marotta             | Árbitra: Maria Marotta |

### Grupo B
| Equipo            | Pts. | PJ | PG | PE | PP | GF | GC | Dif. |
| ----------------- | ---- | -- | -- | -- | -- | -- | -- | ---- |
| Boca Juniors      | 7    | 3  | 2  | 1  | 0  | 8  | 4  | 4    |
| Ferroviária       | 7    | 3  | 2  | 1  | 0  | 4  | 2  | 2    |
| Ñañas             | 3    | 3  | 1  | 0  | 2  | 6  | 8  | −2   |
| Defensor Sporting | 0    | 3  | 0  | 0  | 3  | 3  | 7  | −4   |

| 13 de octubre de 2022 | Defensor Sporting | 0:2 (0:2) | Boca Juniors          | Estadio Banco Guayaquil, Quito |                      |
| 15:00                 |                   | Reporte   | Gómez 21' · Ojeda 38' | Árbitra: Jenny Arias           | Árbitra: Jenny Arias |

| 13 de octubre de 2022 | Ñañas | 0:1 (0:1) | Ferroviária | Estadio Banco Guayaquil, Quito |                         |
| 19:30                 |       | Reporte   | Laryh 12'   | Árbitra: Adriana Farfán        | Árbitra: Adriana Farfán |

| 16 de octubre de 2022 | Boca Juniors                                        | 4:2 (2:1) | Ñañas                 | Estadio Rodrigo Paz Delgado, Quito |                          |
| 15:00                 | Gómez 26', 43' · Córdoba 47' (a.g.) · Rodríguez 65' | Reporte   | Pérez 34', 81' (pen.) | Árbitra: Emikar Calderas           | Árbitra: Emikar Calderas |

| 16 de octubre de 2022 | Defensor Sporting | 0:1 (0:0) | Ferroviária      | Estadio Rodrigo Paz Delgado, Quito |                        |
| 17:15                 |                   | Reporte   | Rafa Mineira 53' | Árbitra: Maria Marotta             | Árbitra: Maria Marotta |

| 19 de octubre de 2022 | Ñañas                               | 4:3 (1:2) | Defensor Sporting              | Estadio Rodrigo Paz Delgado, Quito |                         |
| 15:00                 | Pérez 44', 68' · Higuera 84', 90+1' | Reporte   | Jara 9' · Oxandabarat 42', 62' | Árbitra: Helena Cantero            | Árbitra: Helena Cantero |

| 19 de octubre de 2022 | Ferroviária                    | 2:2 (1:0) | Boca Juniors              | Estadio Gonzalo Pozo Ripalda, Quito |                               |
| 15:00                 | Carol Tavares 8' · Laryh 90+4' | Reporte   | Rodríguez 72' (pen.), 76' | Árbitra: María Belén Carvajal       | Árbitra: María Belén Carvajal |

### Grupo C
| Equipo                  | Pts. | PJ | PG | PE | PP | GF | GC | Dif. |
| ----------------------- | ---- | -- | -- | -- | -- | -- | -- | ---- |
| Palmeiras               | 9    | 3  | 3  | 0  | 0  | 12 | 1  | 11   |
| Universidad de Chile    | 6    | 3  | 2  | 0  | 1  | 10 | 5  | 5    |
| Independiente del Valle | 3    | 3  | 1  | 0  | 2  | 2  | 10 | –8   |
| Libertad-Limpeño        | 0    | 3  | 0  | 0  | 3  | 2  | 10 | –8   |

| 14 de octubre de 2022 | Universidad de Chile                     | 3:1 (1:1) | Independiente del Valle | Estadio Banco Guayaquil, Quito |                       |
| 15:00                 | Huenteo 15' · Fernández 58' · Zamora 70' | Reporte   | Roldán 17'              | Árbitra: Nadia Fuques          | Árbitra: Nadia Fuques |

| 14 de octubre de 2022 | Palmeiras                                               | 3:0 (1:0) | Libertad-Limpeño | Estadio Banco Guayaquil, Quito |                                |
| 17:15                 | Duda Santos 24' · Byanca Brasil 52' · Bia Zaneratto 59' | Reporte   |                  | Árbitra: María Laura Fortunato | Árbitra: María Laura Fortunato |

| 17 de octubre de 2022 | Universidad de Chile                                  | 6:2 (1:0) | Libertad-Limpeño           | Estadio Rodrigo Paz Delgado, Quito |                      |
| 15:00                 | Fernández 45', 56', 59', 69' · Keefe 49' · Zamora 71' | Reporte   | Ana Fleitas 77' · Peña 85' | Árbitra: Jenny Arias               | Árbitra: Jenny Arias |

| 17 de octubre de 2022 | Independiente del Valle | 0:7 (0:5) | Palmeiras                                                                                               | Estadio Rodrigo Paz Delgado, Quito |                           |
| 17:15                 |                         | Reporte   | Ary Borges 14' · Andressinha 16', 39' · Byanca Brasil 36' · Bia Zaneratto 41' · Bruna Calderan 67', 86' | Árbitra: Milagros Arruela          | Árbitra: Milagros Arruela |

| 20 de octubre de 2022 | Palmeiras                      | 2:1 (1:0) | Universidad de Chile | Estadio Rodrigo Paz Delgado, Quito |                       |
| 17:15                 | Carol Baiana 42' · Poliana 71' | Reporte   | Huertas 49' (pen.)   | Árbitra: Nadia Fuques              | Árbitra: Nadia Fuques |

| 20 de octubre de 2022 | Libertad-Limpeño | 0:1 (0:0) | Independiente del Valle | Estadio Gonzalo Pozo Ripalda, Quito |                         |
| 17:15                 |                  | Reporte   | Caicedo 88'             | Árbitra: Adriana Farfán             | Árbitra: Adriana Farfán |

### Grupo D
| Equipo           | Pts. | PJ | PG | PE | PP | GF | GC | Dif. |
| ---------------- | ---- | -- | -- | -- | -- | -- | -- | ---- |
| América de Cali  | 9    | 3  | 3  | 0  | 0  | 11 | 1  | 10   |
| Santiago Morning | 6    | 3  | 2  | 0  | 1  | 8  | 1  | 7    |
| Alianza Lima     | 1    | 3  | 0  | 1  | 2  | 2  | 4  | –2   |
| Deportivo Lara   | 1    | 3  | 0  | 1  | 2  | 1  | 16 | –15  |

| 14 de octubre de 2022 | Alianza Lima | 1:1 (0:1) | Deportivo Lara | Estadio Gonzalo Pozo Ripalda, Quito |                         |
| 15:00                 | Porras 90+2' | Reporte   | Flórez 26'     | Árbitra: Helena Cantero             | Árbitra: Helena Cantero |

| 14 de octubre de 2022 | América de Cali | 1:0 (0:0) | Santiago Morning | Estadio Gonzalo Pozo Ripalda, Quito |                      |
| 17:15                 | Bonilla 58'     | Reporte   |                  | Árbitra: Edina Alves                | Árbitra: Edina Alves |

| 17 de octubre de 2022 | Deportivo Lara | 0:8 (0:5) | América de Cali                                                                                      | Estadio Gonzalo Pozo Ripalda, Quito |                         |
| 15:00                 |                | Reporte   | Muñoz 1', 45+1' · Zamorano 27' · Usme 29' · Basanta 44' · Mosquera 59' · Castellanos 72' · Vidal 73' | Árbitra: Adriana Farfán             | Árbitra: Adriana Farfán |

| 17 de octubre de 2022 | Alianza Lima | 0:1 (0:1) | Santiago Morning | Estadio Gonzalo Pozo Ripalda, Quito |                       |
| 17:15                 |              | Reporte   | Navarrete 36'    | Árbitra: Nadia Fuques               | Árbitra: Nadia Fuques |

| 20 de octubre de 2022 | América de Cali         | 2:1 (2:1) | Alianza Lima | Estadio Gonzalo Pozo Ripalda, Quito |                            |
| 15:00                 | Mosquera 17' · Usme 35' | Reporte   | Padilla 32'  | Árbitra: Marcelly Zambrano          | Árbitra: Marcelly Zambrano |

| 20 de octubre de 2022 | Santiago Morning                                                    | 7:0 (4:0) | Deportivo Lara | Estadio Rodrigo Paz Delgado, Quito |                      |
| 15:00                 | Navarrete 14', 42' · Fajre 39' · Celis 44' · Valencia 53', 63', 80' | Reporte   |                | Árbitra: Edina Alves               | Árbitra: Edina Alves |

## Fase final

### Cuadro de desarrollo
|  | Cuartos de final     | Cuartos de final |                 |                | Semifinales | Semifinales |                |              | Final           | Final |  |
|  |                      |                  |                 |                |             |             |                |              |                 |       |  |
|  |                      |                  |                 |                |             |             |                |              |                 |       |  |
|  | Deportivo Cali       | 2                |                 |                |             |             |                |              |                 |       |  |
|  | Deportivo Cali       | 2                |                 |                |             |             |                |              |                 |       |  |
|  | Ferroviária          | 1                |                 |                |             |             |                |              |                 |       |  |
|  | Ferroviária          | 1                |                 | Deportivo Cali | 1 (0)       |             |                |              |                 |       |  |
|  |                      |                  |                 | Deportivo Cali | 1 (0)       |             |                |              |                 |       |  |
|  |                      |                  | Boca Juniors    | 1 (3)          |             |             |                |              |                 |       |  |
|  | Boca Juniors         | 2                | Boca Juniors    | 1 (3)          |             |             |                |              |                 |       |  |
|  | Boca Juniors         | 2                |                 |                |             |             |                |              |                 |       |  |
|  | Corinthians          | 1                |                 |                |             |             |                |              |                 |       |  |
|  | Corinthians          | 1                |                 |                |             |             |                | Boca Juniors | 1               |       |  |
|  |                      |                  |                 |                |             |             |                | Boca Juniors | 1               |       |  |
|  |                      |                  | Palmeiras       | 4              |             |             |                |              |                 |       |  |
|  | Palmeiras            | 2                | Palmeiras       | 4              |             |             |                |              |                 |       |  |
|  | Palmeiras            | 2                |                 |                |             |             |                |              |                 |       |  |
|  | Santiago Morning     | 1                |                 |                |             |             |                |              |                 |       |  |
|  | Santiago Morning     | 1                |                 | Palmeiras      | 1           |             |                | Tercer lugar | Tercer lugar    |       |  |
|  |                      |                  |                 | Palmeiras      | 1           |             |                | Tercer lugar | Tercer lugar    |       |  |
|  |                      |                  | América de Cali | 0              |             |             |                |              |                 |       |  |
|  | América de Cali      | 1 (4)            | América de Cali | 0              |             |             | Deportivo Cali | 0            |                 |       |  |
|  | América de Cali      | 1 (4)            |                 |                |             |             | Deportivo Cali | 0            |                 |       |  |
|  | Universidad de Chile | 1 (2)            |                 |                |             |             |                |              | América de Cali | 5     |  |
|  | Universidad de Chile | 1 (2)            |                 |                |             |             |                |              | América de Cali | 5     |  |
|  |                      |                  |                 |                |             |             |                |              |                 |       |  |

### Cuartos de final
| 22 de octubre de 2022 | Deportivo Cali        | 2:1 (0:1) | Ferroviária     | Estadio Rodrigo Paz Delgado, Quito |                                |
| 17:15                 | Guerra 46' · Bahr 89' | Reporte   | Rafa Mineira 8' | Árbitra: María Laura Fortunato     | Árbitra: María Laura Fortunato |

| 22 de octubre de 2022 | Boca Juniors            | 2:1 (1:1) | Corinthians | Estadio Rodrigo Paz Delgado, Quito |                          |
| 14:30                 | Núñez 23' · Palomar 75' | Reporte   | Adriana 34' | Árbitra: Emikar Calderas           | Árbitra: Emikar Calderas |

| 23 de octubre de 2022 | Palmeiras                     | 2:1 (0:0) | Santiago Morning | Estadio Rodrigo Paz Delgado, Quito |                         |
| 17:15                 | Katrine 83' · Day Silva 90+6' | Reporte   | Acuña 72'        | Árbitra: Helena Cantero            | Árbitra: Helena Cantero |

| 23 de octubre de 2022 | América de Cali                                | 1:1 (0:1) (4:2 p.)         | Universidad de Chile                  | Estadio Rodrigo Paz Delgado, Quito |                      |
| 14:30                 | Fuentes 73' (a.g.)                             | Reporte                    | López 45+2'                           | Árbitra: Edina Alves               | Árbitra: Edina Alves |
|                       |                                                | Tiros desde el punto penal |                                       |                                    |                      |
|                       | Usme · Zamorano · Castellanos · Vidal · Pineda |                            | Gutiérrez · Sánchez · Keefe · Pinilla |                                    |                      |

### Semifinales
| 25 de octubre de 2022 | Deportivo Cali            | 1:1 (1:0) (0:3 p.)         | Boca Juniors                | Estadio Rodrigo Paz Delgado, Quito |                        |
| 17:00                 | Carabalí 42'              | Reporte                    | Palomar 60'                 | Árbitra: Maria Marotta             | Árbitra: Maria Marotta |
|                       |                           | Tiros desde el punto penal |                             |                                    |                        |
|                       | Guerra · Carabalí · Arias |                            | Palomar · Sachs · Espíndola |                                    |                        |

| 26 de octubre de 2022 | Palmeiras      | 1:0 (0:0) | América de Cali | Estadio Rodrigo Paz Delgado, Quito |                           |
| 17:00                 | Ary Borges 55' | Reporte   |                 | Árbitra: Milagros Arruela          | Árbitra: Milagros Arruela |

### Tercer lugar
| 28 de octubre de 2022 | Deportivo Cali | 0:5 (0:1) | América de Cali                                                           | Estadio Rodrigo Paz Delgado, Quito |                                |
| 14:00                 |                | Reporte   | Martínez 7' · Ospina 55' · Zamorano 58' · Agudelo 62' · Castellanos 90+1' | Árbitra: María Laura Fortunato     | Árbitra: María Laura Fortunato |

### Final
| 28 de octubre de 2022 | Boca Juniors | 1:4 (1:1) | Palmeiras                                                           | Estadio Rodrigo Paz Delgado, Quito |                          |
| 17:00                 | Priori 13'   | Reporte   | Ary Borges 5' · Byanca Brasil 49' · Poliana 58' · Bia Zaneratto 89' | Árbitra: Emikar Calderas           | Árbitra: Emikar Calderas |

|                               |
| Bandera de Brasil             |
| Campeón Palmeiras 1.er título |

## Estadísticas

### Tabla general
A continuación, se muestra la tabla de posiciones segmentada acorde a las fases alcanzadas por los equipos: 
| Pos. | Equipo                  | Pts. | PJ | PG | PE | PP | GF | GC | Dif. | Rend.   |
| ---- | ----------------------- | ---- | -- | -- | -- | -- | -- | -- | ---- | ------- |
| 1    | Palmeiras               | 18   | 6  | 6  | 0  | 0  | 19 | 3  | 16   | 100.0 % |
| 2    | Boca Juniors            | 11   | 6  | 3  | 2  | 1  | 12 | 10 | 2    | 61.1 %  |
| 3    | América de Cali         | 13   | 6  | 4  | 1  | 1  | 17 | 3  | 14   | 72.2 %  |
| 4    | Deportivo Cali          | 13   | 6  | 4  | 1  | 1  | 17 | 10 | 7    | 72.2 %  |
| 5    | Universidad de Chile    | 7    | 4  | 2  | 1  | 1  | 11 | 6  | 5    | 58.3 %  |
| 6    | Ferroviária             | 7    | 4  | 2  | 1  | 1  | 5  | 4  | 1    | 58.3 %  |
| 7    | Corinthians             | 6    | 4  | 2  | 0  | 2  | 11 | 4  | 7    | 50.0 %  |
| 8    | Santiago Morning        | 6    | 4  | 2  | 0  | 2  | 9  | 3  | 6    | 50.0 %  |
| 9    | Ñañas                   | 3    | 3  | 1  | 0  | 2  | 6  | 8  | −2   | 33.3 %  |
| 10   | Olimpia                 | 3    | 3  | 1  | 0  | 2  | 3  | 6  | –3   | 33.3 %  |
| 11   | Independiente del Valle | 3    | 3  | 1  | 0  | 2  | 2  | 10 | –8   | 33.3 %  |
| 12   | Alianza Lima            | 1    | 3  | 0  | 1  | 2  | 2  | 4  | –2   | 11.1 %  |
| 13   | Deportivo Lara          | 1    | 3  | 0  | 1  | 2  | 1  | 16 | –15  | 11.1 %  |
| 14   | Defensor Sporting       | 0    | 3  | 0  | 0  | 3  | 3  | 7  | −4   | 0.0 %   |
| 15   | Libertad-Limpeño        | 0    | 3  | 0  | 0  | 3  | 2  | 10 | –8   | 0.0 %   |
| 16   | Always Ready            | 0    | 3  | 0  | 0  | 3  | 1  | 17 | –16  | 0.0 %   |

### Goleadoras
| #   | Jugadora            | Equipo                  | Goles |
| --- | ------------------- | ----------------------- | ----- |
| 1.° | Rebeca Fernández    | Universidad de Chile    | 5     |
| 2.° | Maireth Pérez       | Ñañas                   | 4     |
| 3.° | Camila Gómez Ares   | Boca Juniors            | 3     |
|     | Yamila Rodríguez    | Boca Juniors            | 3     |
|     | Tatiana Ariza       | Deportivo Cali          | 3     |
|     | Viviana Acosta      | Deportivo Cali          | 3     |
|     | Gabi Portilho       | Corinthians             | 3     |
|     | Valentina Navarrete | Santiago Morning        | 3     |
|     | Mary Valencia       | Santiago Morning        | 3     |
|     | Ingrid Guerra       | Deportivo Cali          | 3     |
|     | Ary Borges          | Palmeiras               | 3     |
|     | Byanca Brasil       | Palmeiras               | 3     |
|     | Bia Zaneratto       | Palmeiras               | 3     |
| 4.° | Victória            | Corinthians             | 2     |
|     | Daniela Zamora      | Universidad de Chile    | 2     |
|     | Mariana Muñoz       | América de Cali         | 2     |
|     | Andressinha         | Palmeiras               | 2     |
|     | Bruna Calderan      | Palmeiras               | 2     |
|     | Sofía Oxandabarat   | Defensor Sporting       | 2     |
|     | Laryh               | Ferroviária             | 2     |
|     | Enyer Higuera       | Ñañas                   | 2     |
|     | Farlyn Caicedo      | Deportivo Cali          | 2     |
|     | Catalina Usme       | América de Cali         | 2     |
|     | Heidy Mosquera      | América de Cali         | 2     |
|     | Adriana             | Corinthians             | 2     |
|     | Rafa Mineira        | Ferroviária             | 2     |
|     | Estefanía Palomar   | Boca Juniors            | 2     |
|     | Mariana Zamorano    | América de Cali         | 2     |
|     | Karen Castellanos   | América de Cali         | 2     |
|     | Poliana             | Palmeiras               | 2     |
| 5.° | Karina Castellano   | Olimpia                 | 1     |
|     | Andrea Ojeda        | Boca Juniors            | 1     |
|     | Yessenia Huenteo    | Universidad de Chile    | 1     |
|     | Claudia Roldán      | Independiente del Valle | 1     |
|     | Génesis Flórez      | Deportivo Lara          | 1     |
|     | Sashenka Porras     | Alianza Lima            | 1     |
|     | Wendy Bonilla       | América de Cali         | 1     |
|     | Duda Santos         | Palmeiras               | 1     |
|     | Griselda Garay      | Olimpia                 | 1     |
|     | Juliete             | Corinthians             | 1     |
|     | Sonya Keefe         | Universidad de Chile    | 1     |
|     | Liz Peña            | Libertad-Limpeño        | 1     |
|     | Ana Fleitas         | Libertad-Limpeño        | 1     |
|     | Leury Basanta       | América de Cali         | 1     |
|     | Ingrid Vidal        | América de Cali         | 1     |
|     | Carol Tavares       | Ferroviária             | 1     |
|     | Hevelin Jara        | Defensor Sporting       | 1     |
|     | Carolina Arias      | Deportivo Cali          | 1     |
|     | Manuela González    | Deportivo Cali          | 1     |
|     | Clenilda da Silva   | Always Ready            | 1     |
|     | Manuela Pavi        | Deportivo Cali          | 1     |
|     | Bianca Gomes        | Corinthians             | 1     |
|     | Gabi Zanotti        | Corinthians             | 1     |
|     | Heidy Padilla       | Alianza Lima            | 1     |
|     | Nicole Fajre        | Santiago Morning        | 1     |
|     | Diana Celis         | Santiago Morning        | 1     |
|     | Carina Caicedo      | Independiente del Valle | 1     |
|     | Carol Baiana        | Palmeiras               | 1     |
|     | Gabriela Huertas    | Universidad de Chile    | 1     |
|     | Kishi Núñez         | Boca Juniors            | 1     |
|     | Elexa Bahr          | Deportivo Cali          | 1     |
|     | Yessenia López      | Universidad de Chile    | 1     |
|     | Yenny Acuña         | Santiago Morning        | 1     |
|     | Katrine             | Palmeiras               | 1     |
|     | Day Silva           | Palmeiras               | 1     |
|     | Jorelyn Carabalí    | Deportivo Cali          | 1     |
|     | Sara Martínez       | América de Cali         | 1     |
|     | Diana Ospina        | América de Cali         | 1     |
|     | María Agudelo       | América de Cali         | 1     |
|     | Brisa Priori        | Boca Juniors            | 1     |

### Autogoles
| # | Jugadora          | Equipo               | Autogol |
| - | ----------------- | -------------------- | ------- |
| 1 | Clenilda da Silva | Always Ready         | 1       |
| 2 | Camila Barbosa    | Olimpia              | 1       |
| 3 | Nelly Córdoba     | Ñañas                | 1       |
| 4 | Angélica Vázquez  | Olimpia              | 1       |
| 5 | Karen Fuentes     | Universidad de Chile | 1       |